# الطالبية (الكرك)
الطالبية منطقة سكنية تقع في لواء المزار الجنوبي، محافظة الكرك في الأردن. تنتمي المنطقة لقضاء المزار الجنوبي الذي يضم 31 منطقة. يقدر عدد سكانها بـ 299 نسمة حسب إحصاء 2015.

## الوصلات الخارجية
- دائرة الاحصاءات العامة